# Andromeda (Schiff, 1864)
Die Andromeda war ein Frachtsegler, der nach Verkauf zum Tanksegelschiff umgebaut wurde. Es war das erste Schiff dieser Art und wurde umgebaut, obwohl zu diesem Zeitpunkt bereits ein Dampfschiff mit fest eingebauten Tanks, die Zoroaster, gebaut worden war und der neue Eigner der Andromeda den Bau eines eigenen dampfgetriebenen Tankers plante, der im Jahr nach dem Umbau der Andromeda vom Stapel lief.

## Geschichte
Der Dreimaster wurde 1864 auf der Werft Jones, Quiggin & Co. in Liverpool für W. H. Jones, ebd., gebaut und als Vollschiff getakelt. Der Rumpf entstand in Kompositbauweise. 1879 kaufte der Reeder Wilhelm Anton Riedemann das Schiff und ließ es 1885 bei Joh. C. Tecklenborg zum Tankschiff umbauen. Die fest im Rumpf installierten Tanks waren durch eine Zentralrohrleitung miteinander verbunden, so dass sie zentral be- und entladen werden konnten. Die Kompositbauweise vereinfachte dabei die Verankerung der Tanks im Rumpf, da sie direkt an der tragenden Struktur befestigt werden konnten. Dabei kamen 72 ehemalige Wassertanks als Öltanks zum Einsatz. Die Andromeda war das erste Tanksegelschiff der Welt.

### Öltransport
Der Bremer Ölkaufmann Franz Ernst Schütte und Riedemann betrieben den ersten Ölimport nach Deutschland. Für Schütte transportierte das Schiff sehr erfolgreich Öl, da die Kosten um vier Mark pro Fass gesenkt werden konnten. Riedemann ließ danach 1886 von der Werft Armstrong & Mitchell in Low Walker (Newcastle upon Tyne) das dampfbetriebene Öltankschiff Glückauf bauen. Die Andromeda musste für ihre erste Tankfahrt nach New York eine neue Crew anheuern, da außer dem Kapitän die alte Besatzung den Dienst verweigerte.

### Verlust
Am 13. März 1888 verließ die Andromeda Geestemünde in Ballast mit Ziel New York. Nach Passieren des Leuchtfeuers Norderney-Süd kam Nebel auf, Schneefall setzte ein und der Wind flaute ab. Gegen fünf Uhr morgens lief die Andromeda auf die Cross Sands bei Great Yarmouth auf Grund. Obwohl wieder Wind aufkam, gelang es nicht, das Schiff wieder abzubringen. Die Mannschaft ging mit Ausnahme des Kapitäns und zweier weiterer Besatzungsmitglieder in die Boote. Nachdem das Schiff alle Masten verloren hatte, wurden auch diese letzten drei Mann von einem englischen Rettungsboot abgeborgen. Das Seeamt kam zu dem Urteil, das die Havarie bei Flaute und Nebel infolge von Stromversatz eintrat.